# Tempeh Kidul
Tempeh Kidul is een bestuurslaag in het regentschap Lumajang van de provincie Oost-Java, Indonesië. Tempeh Kidul telt 5514 inwoners (volkstelling 2010).